# UTC−7
UTC−7 je vremenska zona koja se koristi:

## Kao standardno vreme (cele godine)
- Kanada
  -  Britanska Kolumbija
    - Deo doline Pis River
- Sjedinjene Države
  -  Arizona, izuzev Navaho naroda koji koristi letnje ukazno vreme.
- Meksiko
  -  Sonora

## Kao standardno vreme samo zimi (severna hemisfera)
MST — Mountain Standard Time:
- Kanada
  -  Alberta
  -  Britanska Kolumbija (jugoistočni deo)
  -  Severozapadne teritorije (najveći deo)
  -  Nunavut (zapadni deo)
  -  Saskačevan
    - grad Lojdminster i okolina
- Sjedinjene Države
  -  Kolorado
  -  Montana,
  -  Novi Meksiko,
  -  Juta
  -  Vajoming
  - najveći deo države  Ajdaho
  - zapadni delovi država  Kanzas,  Nebraska,  Oklahoma,  Južna Dakota ,  Teksas
  - jugozapadni delovi države  Severna Dakota
  - manje oblasti na istoku država  Oregon,  Nevada
- Meksiko
  -  Južna Donja Kalifornija,
  -  Čivava (prihvatila UTC−7 godine 1998),
  -  Najarit (najveći deo države)
  -  Sinaloa

## Kao letnje vreme (leto na severnoj hemisferi)
PDT — Pacific Daylight Time:
- Kanada
  -  Britanska Kolumbija (najveći deo provincije),
  -  Jukon
- Meksiko
  -  Donja Kalifornija
- Sjedinjene Države
  -  Kalifornija,
  -  Vašington
  - najveći deo države  Nevada
  - najveći deo države  Oregon
  - severni deo države  Ajdaho